# Danuta Cieplińska
Danuta Cieplińska (ur. 8 marca 1938 w Wojcieszycach) – polska nauczycielka, poseł na Sejm PRL VIII kadencji.

## Życiorys
Uzyskała wykształcenie wyższe na Wydziale Matematyczno-Fizycznym Wyższej Szkoły Pedagogicznej w Krakowie w 1959. Była nauczycielką matematyki w Liceum Ogólnokształcącym im. B. Jasińskiego w Klimontowie. W 1980 uzyskała mandat posła na Sejm PRL VIII kadencji w okręgu Tarnobrzeg. Zasiadała w Komisji Oświaty i Wychowania, Komisji Spraw Wewnętrznych i Wymiaru Sprawiedliwości oraz Komisji Oświaty, Wychowania, Nauki i Postępu Technicznego.